# Tima Džebo
Tima Džebo, z domu Imširović (ur. 24 października 1963 w Olovie, zm. 13 lipca 2025) – bośniacka koszykarka, reprezentantka Jugosławii oraz Bośni i Hercegowiny, multimedalistka międzynarodowych imprez sportowych, trenerka koszykarska.

## Osiągnięcia
Na podstawie, o ile nie zaznaczono inaczej.

### Drużynowe
- Mistrzyni Słowenii (1994, 1995, 1999)
- Wicemistrzyni:
  - Jugosławii (1988–1990)
  - Słowenii (2000)
- Zdobywczyni pucharu:
  - Jugosławii (1990, 1991)
  - Słowenii (1994, 1995, 1999, 2000)
- Uczestniczka EuroLigi (1998–2000)

### Reprezentacja
Seniorek
- Mistrzyni igrzysk śródziemnomorskich (1993)
- Wicemistrzyni świata (1990)[4]
- Brązowa medalistka uniwersjady (1985)
- Uczestniczka:
  - mistrzostw Europy (1997 – 12. miejsce, 1999 – 10. miejsce)
  - igrzysk dobrej woli (1986 – 5. miejsce)
  - kwalifikacji do mistrzostw Europy (1997, 1999, 2001)